# Politikåret 1979

## Händelser

### Januari
- 1 januari – USA och Kina upprättar diplomatiska relationer.
- 8 januari – Pol Pot-regimen störtas i Kampuchea.
- 16 januari – Irans shah Mohammad Reza Pahlavi flyr från Iran.[1]
- 18 januari – Sveriges statsminister Ola Ullsten mottas i Vita huset av USA:s president Jimmy Carter.[1]
- 25 januari - Romersk-katolska kyrkans påve Johannes Paulus II inleder en så kallad "försoningsresa" till Latinamerika.[1]
- 28 januari – Kinas premiärminister Deng Xiaoping inleder ett nio dagars besök i USA.[1]
- 31 januari
  - I Algeriet utses överste Benjedid Chadli till ny president.[1]
  - I Italien drar sig kommunistpartiet ur regeringssamarbetet.[1]
  - Sveriges riksdag har allmänpolitisk debatt.[1]

### Februari
- 1 februari – Ayatollah Khomeini återvänder till Iran efter 15 års exil i Frankrike.[1]
- 11 februari – Irans nationalförsamling upplöses och monarkin störtas när islamister, nationalister och kommunister gör revolution.[1]

### Mars
- 13 mars – En oblodig statskupp genomförs i Grenada.
- 14 mars – Sveriges utrikesminister Hans Blix fastslår i Sveriges riksdags utrikespolitiska debatt att Sveriges regering tar avstånd från både Kinas och Vietnams intervention i Kampuchea.[1]
- 20 mars
  - I Italien bildar kristdemokraten Giulio Andreotti en minoritetsregering.[1]
  - Sveriges kungapar inleder ett åtta dagars statsbesök i Västtyskland.[1]
- 23 mars – Demonstrationer i Paris mot reduceringsplaner för Frankrikes stålindustri, där minst en halv miljon människor deltar, urartar i de värsta kravallerna i staden sedan 1968, och ett hundratal personer skadas.[1]
- 28 mars – Labourpartiet förlorar en förtroendeomröstning i Storbritanniens parlament med röstsiffrorna 310-311.[1]
- 30 mars – Schweiz regering ansöker om schweiziskt medlemskap i FN.[1]
- 31 mars – Arabförbundet utfärdar en officiell kommuniké där medlemsländerna skall kalla hem sina ambassadörer från Kairo efter Egyptens fredsfördrag med Israel.[1]

### April
- 1 april – Ayatollah Khomeini utropar en islamisk republik i Iran.[1]
- 2 april – Israels premiärminister Menachem Begin inleder ett två dagars statsbesök i Egypten, det första statsbesöket någonsin av en israelisk premiärminister i ett arabland.[1]
- 3 april – Kina säger upp 1950 års sino-sovjetiska avtal om fred, vänskap och ömsesidigt samarbete.[1]
- 4 april – Sveriges statsminister Olof Palme meddelar att Sveriges socialdemokratiska arbetareparti stöder en folkomröstning om kärnkraftens framtid i Sverige.[1]
- 10 april – Professor Toni Negri från Padua grips misstänks för inblandning och mordet på Aldo Moro.[1]
- 12 april – Sovjetunionens president Leonid Brezjnev väljs om av Högsta Sovjet i Moskva.[1]
- 13 april - Yusuf Lule svär presidenteden i Uganda.[1]
- 19 april
  - USA:s vicepresident Walter Mondale besöker Sverige, och betonar att gott förhållande råder mellan de två staterna.[1]
  - Sveriges socialdemokratiska arbetareparti firar sitt 90-årsjubileum.[1]
- 24 april - Sveriges statsminister Ola Ullsten inleder ett tredagarsbesök i Spanien.[1]
- 27 april - Fem sovjetiska oppositionella förs till USA medan två sovjetiska medborgare, dömda i USA för spionage, återförs till Sovjetunionen inleder ett tredagarsbesök i Spanien.[1]

### Maj
- 1 maj
  - Danmarks drottning Margrethe av Danmark överlämnar det grönländska självstyredokumentet till Grönlands parlament.[1]
  - Första maj-firandet i Sverige präglas av det faktum att 1979 är ett valår.[1]
- 7 maj – Danmarks statsminister Anker Jørgensen inleder ett två dagars besök i Sverige.[1]
- 13 maj – Ayatollah Sadeq Khakhali, ordförande för Irans revolutionsdomstolar, meddelar att Irans shah Mohammed Reza Pahlavi och drottning Farah Diba förklarats fredlösa.[1]
- 14 maj
  - Ayatollah Khomeini inför restriktioner för Irans revolutionsdomstolar, vilka dömt 204 personer till döden.[1]
  - Franska Amnesty International uppger att Centralafrikanska kejsardömets kejsare Jean-Bédel Bokassa låtit tortera och avrätta ett hundratal skolbarn i Bangui, då de demonstrerat mot den av honom påbjudna skoluniformen.[1]
- 16 maj – Drottning Elizabeth II av Storbritannien besöker Danmark.[1]
- 22 maj – Kanadas premiärminister Pierre Trudeau avgår efter valnederlaget.[1]
- 23 maj – CDU/CSU:s Karl Carstens väljs till ny president i Västtyskland från 1 juli 1979 efter Walter Scheel.[1]
- 26 maj – Finlands socialdemokratiska partis Mauno Koivisto utnämns till ny statsminister i Finland.[1]
- 28 maj – Vid en ceremoni i Aten undertecknas ett avtal som låter Grekland inträda i EG.[1]

### Juni
- 3 juni – En statskupp genomförs i Ghana.[1]
- 4 juni
  - John Vorster avgår som president i Sydafrika.[1]
  - Sovjetunionen meddelar att man redan denna sommar är beredda att inleda förhandlingar med Kina och förbättrade relationer.[1]
- 6 juni
  - Portugals premiärminister Carlos da Mota Pinto lämnar in avskedsansökan.[1]
  - Sveriges riksdag  beslutar att svenskarna i mars 1980 skall få folkomrösta i kärnkraftsfrågan.[1]
- 9 juni – Henry Allard avtackas som talman i Sveriges riksdag.[1]
- 10 juni - Romersk-katolska kyrkans påve Johannes Paulus II avslutar ett veckolångt besök i Polen.[1]
- 20 juni – Ugandas president Yusufu Lule avgår, och ersätts av Godfrey Binaisa.[1]
- 24 juni – Amnesty International publicerar en rapport, enligt vilken 321 regimkritiker i Sovjetunionen sedan augusti 1975 dömts till fängelse, deportation eller tvångsintagning.[1]

### Juli
- 1 juli
  - Sveriges territorialvattengräns utsträcks från 4 till 12 distansminuter utanför de yttersta skären. Sveriges sjöterritorium blir därmed tre gånger större, och Sverige 9 % större.[1]
  - Barnaga förbjuds i Sverige.
- 5 juli – Algeriet uppges tidigare presidenten Ben Bella ha släppts ur den husarrest han suttit i sedan juni 1965.[1]
- 8 juli – I Wien avslutar Yassir Arafat sitt första västbesök sedan 1974.[1]
- 15 juli – Morarji Desai avgår som premiärminister i Indien.[1]
- 19 juli – Maria de Lurdes Pintassgilo accepterar uppdraget att försöka bilda övergångsregering i Portugal.[1]
- 21 juli – I Spanien godkänner parlamentets författningskommission en uppgörelse mellan spanska regeringen och baskiska nationalistpartiet PNV, som skall ge Baskien självstyre.[1]
- 26 juli – I Indien får presidentSanjiva Reddy i uppdrag att bilda ny regering till premiärminister Charan Singh, som ersätter Morarji Desai.[1]

### Augusti
- 2 augusti - I Italien får kristdemokraten Francesco Cossiga i uppdrag att bilda regering.[1]
- 3 augusti – En oblodig statskupp genomförs i Ekvatorialguinea, och president Francisco Macías Nguema avsätts.[1]
- 9 augusti - Vietnamesiska nationalförsamlingens vice talman Hoang Van Hoan framträder offentligt i Peking, efter att en månad tidigare ha hoppat av från Vietnam.[1]
- 16 augusti - Shehu Shagari utses till president i Nigeria.[1]
- 19 augusti - Alla oppositionspartier i Iran förbjuds.[1]
- 20 augusti – I Indien avgår premiärminister Charan Singh efter endast 24 dagar vid makten.[1]

### September
- 4 september – Egyptens president Anwar Sadat och Israels premiärminister Menachem Begin möts i Haifa.[1]
- 10 september – En konferens om Rhodesias framtid hålls i London.[1]
- 14 september – En statskupp genomförs i Afghanistan, och president Nur Muhammad Taraki störtas.[1]
- 20 september
- Vid en statskupp i Centralafrikanska kejsardömet störtas kejsar Jean-Bédel Bokassa.[1]
  - Sveriges statsminister Ola Ullsten lämnar in avskedsansökan.[1]
- 21 september
  - FN:s generalförsamling beslutar med röstsiffrorna 71-35 att Pol Pot skall få representera Kampuchea i FN.[1]
  - Drottning Margrethe II av Danmark inleder ett tiodagarsbesök i Kina.[1]
- 23 september
  - Kinesiska förhandlare anländer till Moskva för att förbättra de sino-sovjetiska relationerna.[1]
  - Donald McHenry tillträder som USA:s nye FN-ambassadör efter Andrew Young.[1]
- 28 september – I Danmark lämnar Anker Jørgensens regering in avskedsansökan.[1]
- 30 september – Kinas premiärminister Hua Guofeng håller, då Folkrepubliken Kina firar 30-årsjubileum, tal utan att nämna Mao Zedong.[1]

### Oktober
- 1 oktober
  - USA återlämnar Panamakanalen fram till 1999, även om USA får ansvar för försvaret fram till 1999.[1]
  - Socialdemokraten Ingemund Bengtsson väljs till talman för Sveriges riksdag efter avgående Henry Allard.[1]
- 5 oktober – Odvar Nordli ombildar Norges regering.[1]
- 7 oktober – Östtyskland firar 30-årsjubileum.[1]
- 8 oktober - Romersk-katolska kyrkans påve Johannes Paulus II avslutar en åtta dagars rundresa till Irland och USA.[1]
- 11 oktober – Sveriges riksdag väljer Thorbjörn Fälldin (C) till Sveriges nye statsminister.[1]
- 12 oktober
  - Kubas president Fidel Castro talar i New York inför FN:s generalförsamling då han för första gången sedan 1960 besöker USA. Han kritiserar de rika industriländerna, och kräver nedrustning samt rimligare ekonomisk fördelning i världen.[1]
  - Regeringen Fälldin II tillträder i Sverige.[1]
- 15 oktober – Kinas premiärminister Hua Guofeng anländer till Frankrike för ett treveckorsbesök i Västeuropa.[1]
- 16 oktober
  - Vid en oblodig statskupp i El Salvador störtas president Carlos Humberto Romero av en militärjunta.[1]
  - Kung Juan Carlos av Spanien av drottning Sofia genomför det första spanska statsbesöket i Sverige sedan Alfons XIII var där 1928.[1]
- 17 oktober – De oppositionella östtyskarna Rudolf Bahro och Nici Hübner anländer till Västtyskland.[1]
- 21 oktober – Israels utrikesminister Moshe Dayan avgår.[1]

### November
- 1 november – En statskupp ledd av överste Alberto Nautsch Busch genomförs i Bolivia, och president Walter Guevara Arze störtas.[1]
- 4 november
  - USA:s ambassad i Teheran intas av uppretade studenter, som tillfångatar ambassadpersonalen.[1]
  - Moderata samlingspartiet i Sverige noteras för 22.5 % vid en SIFO-undersökning.[1]
- 6 november
  - Kinas regeringschef Hua Guofeng avslutar sin tre veckor långa rundresa i Västeuropa med att lämna Rom.[1]
  - Sveriges statsminister Thorbjörn Fälldin utser kammarrättspresident Carl Azel Petri till svensk energiminister.[1]
  - Sveriges kungapar inleder ett fyra dagars besök i Österrike.[1]
- 7 november
  - Ted Kennedy meddelar att han ställer upp för Demokratiska partiet vid presidentvalet i USA 1980.[1]
  - Den nya successionsordningen antas slutgiltigt av den svenska riksdagen vilket gör prinsessan Victoria till Sveriges tronföljare från 1 januari 1980.[1]
- 8 november – Folkpartisten Per Gahrton meddelar att han lämnar Sveriges riksdag.[1]
- 12 november – Suleyman Demriel bildar en konservativ minoritetsregering i Turkiet.[1]
- 14 november – I Sverige enas riksdagspartierna om 23 mars 1980 som datum för den svenska kärnkraftsfolkomröstningen.[1]
- 17 november – Bolivias kongress väljer Lidia Gueiler Tejada till ny interimspresident.[1]
- 20 november
  - Iran släpper 13 personer ur ambassadgisslan.[1]
  - Ett antal fanatiska muslimer ockuperar Stora moskén i Mecka.[1]

### December
- 7 december – I Sverige dömer Stockholms tingsrätt Stig Bergling till livstids för att ha lämnat ut hemliga uppgifter till Sovjetunionen.[1]
- 8 december – De regimkritiska väggtidningarna på den så kallade Demokratimuren i Peking förbjuds.[1]
- 11 december – 54-årige Charles Haughey blir Irlands nye premiärminister.[1]
- 13 december – I Kanada avgår premiärminister Joe Clarks regering, då hans konservativa parti förlorat en misstroendeomröstning i parlamentet.[1]
- 19 december – Sveriges riksdag godkänner med en rösts övervikt den svenska regeringens förslag om det statliga skatteuttaget för 1980. Marginalskatten sänks för inkomster mellan 35 000 och 116 000 SEK.[1]
- 21 december
  - Danmarks folketing antar ett krispaket efter sju timmars debatt.[1]
  - I Sverige presenteras första opinionsundersökningen inför kommande års svenska folkomröstning om kärnkraften. Linje 1 (ja) får 26 %, linje 2 får 28 % och linje 3 får 32 %.[1]
- 27 december – Röda Khmererna meddelar att Pol Pot avsatts till förmån för Khieu Samphan.[1]

## Val och folkomröstningar
- 17 januari - Grönland röstar i en folkomröstning ja till självstyre från 1 maj 1980.[1]
- 18 februari – Österrike säger i en folkomröstning ja till kärnkraft.[1]
- 25 februari – Premiärminister Adolfo Suárez CDU vinner parlamentsvalet i Spanien.[1]
- 18–19 mars – Riksdagsvalet i Finland präglas av högervindar.[1]
- 24 april – Rhodesia går till parlamentsval enligt principen "En man – en röst".[1]
- 4 maj – Margaret Thatcher blir efter valseger premiärminister i Storbritannien och Europas första kvinnliga regeringschef.[1]
- 6 maj – SPÖ vinner parlamentsvalet i Österrike.[1]
- 3-4 juni – Italien går till parlamentsval, som blir ett nederlag för kristdemokraterna och kommunisterna.[1]
- 7–10 juni – Det första Europaparlamentsvalet hålls.[1]
- 10 juli – Hilla Limann vinner parlamentsvalet i Ghana, och blir Ghanas första kvinnliga president.[1]
- 16 september – Borgerlig seger i riksdagsvalet i Sverige, med mandatfördelningen 175-174 i borgerlig favör.[1]
- 17 september – Norge går till kommunalval, där högern går starkt framåt.[1]
- 7 oktober – Japan går till nyval, som blir ett nederlag för Japans liberaldemokratiska parti, som dock behåller majoriteten genom stöd från oberoende konservativa kandidater.[1]
- 20 oktober – Åland går till lagtingsval.
- 23 oktober – Folketingsvalet i Danmark slutar i framgång för vänstersidan.[1]
- 25 oktober – Baskien säger i en folkomröstning ja till självstyre.[1]
- 2–3 december – Alltingsvalet på Island resulterar i Centerframgångar.[1]
- 2 december – Portugal går till parlamentsval, där högervindar blåser.[1]

## Organisationshändelser
- 19 februari – Nordiska rådet inleder i Stockholm sin 27:e session. Olof Palme väljs till ny ordförande efter Tryggve Bratteli.[1]
- 24 mars – Skånepartiet bildas.
- 8 maj – Konservativa österrikaren Franz Karasek utses till generalsekreterare för Europarådet.[1]
- 20 maj – Felipe González avgår som ordförande för Spanska socialistiska arbetarpartiet, som i Madrid håller sin 28:e kongress.[1]
- 20 juni – I Sverige avslutar Centerpartiet sin stämma i Jönköping. Thorbjörn Fälldin väljs om som ordförande.[1]
- 29 juni – Europarådet avslutar sin minisession i Stockholm med att diskutera luftföroreningar, skatteflykt och dödsstraffets avskaffande.[1]
- 2 juli – CSU utser Franz-Josef Strauss till partiets kandidat i förbundsdagsvalet i Västtyskland 1980.[1]
- 17 juli – Simone Veil väljs till ordförande i Europaparlamentet.[1]
- 21 juli – Socialistinternationalen avslutar en tvådagarskonferens i Bommersvik.[1]
- 7 augusti – Samväldetskonferens avslutas i Lusaka, efter att man bland annat diskuterat Rhodesiafrågan.[1]
- 9 september – Alliansfria staternas organisation avslutar sitt sjätte toppmöte i Havanna. Egypten kritiseras för att genom freden med Israel ha brutit mot organisationens idéer, och är nära att uteslutas.[1]
- 29 september – Felipe González återväljs som generalsekreterare i Spanska socialistiska arbetarpartiet.[1]
- 14 november – Svenske journalisten Thomas Hammarberg utses till ny generalsekreterare i Amnesty International på en femårsperiod, med start i juli 1980.[1]
- 16 november – Vid förhandlingar i London nås överenskommelse i Rhodesiafrågan.[1]
- 25 november – FN:s generalsekreterare Kurt Waldheim begär brådskande möte angående krisen mellan USA och Iran.[1]
- 4 december – FN:s säkerhetsråd antar en resolution, där Iran uppmanas att genast släppa ambassadgisslan. Iran bojkottar mötet.[1]
- 15 december – Internationella domstolen i Haag kräver att Iran omedelbart friger ambassadgisslan.[1]
- Okänt datum – Stockholmspartiet bildas.

## Födda
- 11 februari – Chatuna Kalmachelidze, Georgiens minister för rättelser och rättshjälp sedan 2009.

## Avlidna
- 10 februari – Edvard Kardelj, 69, jugoslavisk kommunistledare.[1]
- 12 mars - Axel Gjöres, svensk tidigare generaldirektör och statsråd.[1]
- 13 mars - Per Hækkerup, dansk politiker.[1]
- 16 mars - Jean Monnet, fransk politiker.[1]
- 26 mars - Ugo La Malfa, Italiens vice premiärminister.[1]
- 4 april – Zulfikar Ali Bhutto, Pakistans president 1971–1973.[1]
- 9 maj – Gabriel Ramanantsoa, Madagaskars president 1972–1975.
- 16 juli – Ignatius Acheampong, Ghanas statschef 1972–1978.
- 26 juni – Akwasi Afrifa, Ghanas statschef 1969–1970.
- 15 juli – Gustavo Díaz Ordaz, Mexikos president 1964–1970.
- 3 augusti - Bertil Ohlin, svensk nationalekonom och politiker.[1]
- 10 september – Agostinho Neto, Angolas förste president 1975–1979.
- 14 september – Nur Muhammad Taraki, Afghanistans president 1978–1979.
- 20 september - Ludvik Svoboda, tjeckoslovakisk tidigare president.[1]
- 29 september – Francisco Macías Nguema, Ekvatorialguineas förste president 1968–1979 (avrättad).[1]
- 8 oktober - Jayapraksh Narayan, 76, indisk politiker.[1]
- 26 oktober – Park Chung-hee, Sydkoreas president 1962–1979.[1]

### Fotnoter
1. 1 2 3 4 5 6 7 8 9 10 11 12 13 14 15 16 17 18 19 20 21 22 23 24 25 26 27 28 29 30 31 32 33 34 35 36 37 38 39 40 41 42 43 44 45 46 47 48 49 50 51 52 53 54 55 56 57 58 59 60 61 62 63 64 65 66 67 68 69 70 71 72 73 74 75 76 77 78 79 80 81 82 83 84 85 86 87 88 89 90 91 92 93 94 95 96 97 98 99 100 101 102 103 104 105 106 107 108 109 110 111 112 113 114 115 116 117 118 119 120 121 122 123 124 125 126 127 128 129 130 131 132 133 134 135 136 137 138 139 140 141 142 143 144 145 146 147 148 149 150   Horisont 1979. Bertmarks